# 철갑둥어과

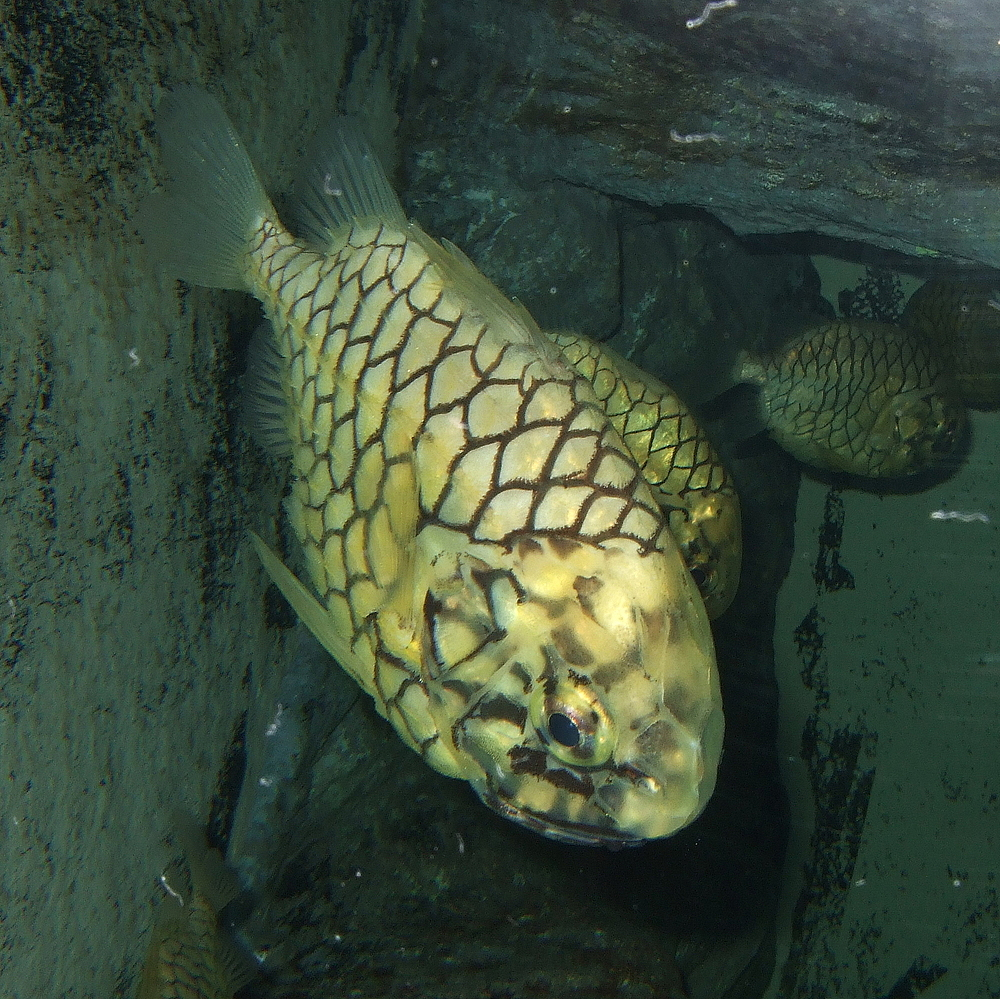
Monocentris japonica

철갑둥어과(Monocentridae)는 납작금눈돔목에 속하는 조기어류과의 하나이다. 2속 4종으로 이루어져 있다. 인도-태평양의 열대와 아열대 수역에 제한적으로 분포한다. 철갑둥어 등을 포함하고 있다.

## 하위 속
철갑둥어과는 다음과 같이 분류한다.
- 클레이도푸스속 (Cleidopus)
- 철갑둥어속 (Monocentris) - 철갑둥어(M. japonica) 포함.